# Pardosa tikaderi
Pardosa tikaderi este o specie de păianjeni din genul Pardosa, familia Lycosidae, descrisă de Arora și Monga, 1994. Conform Catalogue of Life specia Pardosa tikaderi nu are subspecii cunoscute.